# Rebellion (2001)
Rebellion (2001) — второе по счёту шоу Rebellion , PPV-шоу производства американского рестлинг-промоушна World Wrestling Federation (WWF, ныне WWE). Шоу прошло 3 ноября 2001 года на «Манчестер Арена» в Манчестере, Англия и транслировалось исключительно в Великобритании.
Это событие произошло в период «Вторжения» WWF, которое закончилось на следующем шоу Survivor Series. Во всех матчах один член WWF сражался с одним членом «Альянса» (состоящего из рестлеров World Championship Wrestling и Extreme Championship Wrestling). В течение вечера WWF выиграла шесть матчей, а Альянс — три.

## Результаты
| №                                                      | Матч | Тип матча                                                          | Время |
| ------------------------------------------------------ | --- | ------------------------------------------------------------------ | ----- |
| 1D                                                     | Билли и Чак (WWF) победили Джастина Кредибла и Лэнса Шторма (Альянс)                                                          | Командный матч                                                     | 5:00  |
| 2                                                      | Эдж (с) (WWF) победил Кристиана (Альянс)                                                                                      | Матч в стальной клетке за титул интерконтинентального чемпиона WWF | 12:49 |
| 3                                                      | Скотти 2 Хотти (WWF) победил Урагана (Альянс)                                                                                 | Одиночный матч                                                     | 8:55  |
| 4                                                      | Биг Шоу (WWF) победил Даймонда Далласа Пейджа (Альянс)                                                                        | Одиночный матч                                                     | 3:15  |
| 5                                                      | «Братья Дадли» (Бубба Рэй и Ди-Вон) (с) (Альянс) победили APA (Фаарук и Брэдшоу) (WWF) и «Братьев Харди» (Мэтт и Джефф) (WWF) | Командный матч «Тройная угроза» за командное чемпионство WCW       | 12:01 |
| 6                                                      | Уильям Ригал (Альянс) победил Таджири (WWF)                                                                                   | Одиночный матч                                                     | 5:55  |
| 7                                                      | Крис Джерико (c) (WWF) победил Курта Энгла (Альянс)                                                                           | Одиночный матч за титул чемпиона WCW                               | 14:55 |
| 8                                                      | Лита и Торри Уилсон (WWF) победили Могучую Молли и Стейси Киблер (Альянс)                                                     | Командный матч, специальный рефери — Триш Стратус                  | 4:16  |
| 9                                                      | Стив Остин (с) (Альянс) победил Скалу (WWF)                                                                                   | Одиночный матч за титул чемпиона WWF                               | 22:09 |
| D — означает тёмный матч (c) — чемпион на начало матча | |                                                                    |       |